# Parc Federico-García-Lorca (Grenade)
Ne doit pas être confondu avec Jardin Federico-García-Lorca.
Pour les articles homonymes, voir Parc Federico García Lorca.
Le parc Federico García Lorca est un parc urbain situé dans la ville de Grenade. Plus précisément, dans la zone moderne de Grenade (Camino de Ronda).

## Description du Parc
Comme l'indique son nom, le parc a été créé en hommage au poète Federico García Lorca.
Il s'agit d'un parc constitué de nombreuses allées ensoleillées, de zones de détente à l'ombre des palmiers. On y trouve une grande variété d'arbres et arbustes, de rosiers, etc.

## Informations complémentaires
Le parc est ouvert au public tous les jours, mais ferme durant la nuit. L'entrée y est gratuite. Le parc dispose d'une Association des Amis du Parc Federico García Lorca.
Dans ce parc se trouve la Huerta de San Vicente, maison de vacances des parents de Federico García Lorca. Sa sœur l'a léguée à la ville de Grenade il y a une vingtaine d'années. Elle se visite. On y voit l'électrophone à acoustique et le piano de Lorca, sa chambre dans laquelle se trouve le bureau ou il écrivit certaines de ses œuvres. Des dessins de Dali et de Picasso pour des costumes de La Barraca (troupe de théâtre fondée par Lorca) sont accrochés sur le mur du salon. Tous les meubles de la maison sont d'origine.